# 高瀬直子
高瀬 直子（たかせ なおこ）は、日本の少女漫画家。
小学館の学年別学習雑誌の小学4年生
『夢ちゃんちゃん子』『およげことりちゃん』『チャーミーぷっぷ ダビデにお願い！』などを描いた作家。偉人伝記や、出産育児介護など家庭の問題の作品も手掛けている。

## 来歴・人物
香川県観音寺市豊浜町出身。香川県立観音寺第一高等学校卒業。
1976年（昭和51年）秋田書店の雑誌「別冊ビバプリンセス」で、『麦わら帽子の海』を発表しデビュー。その後もいろいろな漫画を描き、小学館の学年別学習雑誌、漫画伝記シリーズ学習まんが人物館や集英社の漫画伝記など、さまざまな漫画を描いている。
2008年（平成20年）3月、認知症ケアのマニュアルを分かりやすく描いた『まんがで学ぶはじめての認知症ケア』を出版。自身が福祉現場で取材を重ねるなど、構想から4年がかりで仕上げた。認知症患者に対応する中で、介護初心者が直面する戸惑いなどを想定し、対処法を具体的に紹介している。作品は認知症の祖母と介護福祉士の孫が主人公で、家族だけでなく近所の人の助けを受けながら、地域ぐるみで介護していくストーリー。認知症患者を持つ家族の日常生活に加え、リアルな福祉現場の様子を盛り込むことで、介護保険の申請法をはじめ徘徊［はいかい］、異物を口にする異食、尿失禁などの症状を描写し、解決法や適切な対処法を示している。

## 作品一覧

### 通常の漫画
小学館の学年別学習雑誌

小学三年生
- 『風にのって』（1978年10月号ふろく）
- 『小公女』（1980年9月号 - 10月号）

小学四年生
- 『夢ちゃんちゃん子』　1981年
- 『およげことりちゃん』　1982年
- 『チャーミーぷっぷ ダビデにお願い！』結城モイラ共著　1990年ISBN 978-4091043153

小学館Baby books　
- 『ママ、悩まないで！育児トラブル解消コミック』ISBN 978-4093112154　泉美智監修　1998年

小学館
- 『まんがで学ぶはじめての認知症ケア』ISBN 978-4093107167　永田久美子監修　2008年

集英社Comics for lady's life
- 『はじめての妊娠・出産』1988年 ISBN 978-4087810622

### 伝記漫画

#### 小学館
学習まんが人物館
- 『アンネ・フランク戦争の中で生きる希望を書きつづけた少女』　1996年ISBN 978-4092700086　杉原めぐみ監修
- 『ヘレン・ケラー』　1996年ISBN 978-4092700055　杉原めぐみ監修
- 『エリザベス女王』　2004年ISBN 978-4092700161　石井美樹子監修

小学館 学習まんが 世界名作館
- 『若草物語』1998年ISBN 978-4082400361

てんとう虫コミックス
- 『アルプスの少女ハイジ』 1990年ISBN 978-4091413550

#### 集英社
学習漫画　世界の伝記
- 『モーツァルト神童とよばれた天才作曲家』1989年ISBN 978-4082400156 野田暉行監修
- 『ジャンヌ・ダルクフランスを救ったオルレアンの乙女』2005年ISBN 978-4082400323 木村尚三郎監修
- 『クララ・シューマン愛をつらぬいた女性ピアニスト』1992年ISBN 978-4082400224 笠間春子監修
- 『シートン自然保護につくした「動物記」の作家』2003年ISBN 978-4082400408 藤原英司監修
- 『マザー・テレサ貧しい人のために生涯をささげた聖女』1992年ISBN 978-4082400248 沖守弘監修
- 『ジャン・アンリ・ファーブル「昆虫記」を書いた虫の詩人』1993年ISBN 978-4082400309 奥本大三郎監修
- 『モンゴメリ「赤毛のアン」を書いた女性作家』1995年ISBN 978-4082400354　松本侑子監修

集英社
- 『世界の名作文学案内 これだけは読んでおきたい』2003年ISBN 978-4082880835　三木卓監修
- 『日本の名作文学案内 これだけは読んでおきたい』2001年ISBN 978-4082880828　三木卓監修

#### 講談社
アトムポケット人物館
- 『ベートーベン「楽聖」と呼ばれた大作曲家』2003年ISBN 978-4062718189　藤本一子監修